# Evolutie van de walvissen

Moderne Cetacea (walvisachtigen), op schaal getekend

Walvissen, hierbij dolfijnen en bruinvissen inbegrepen (Cetacea), zijn de nakomelingen van op het land levende zoogdieren. Hun oorsprong op het land wordt in het bijzonder aangegeven door:
- het feit dat ze lucht moeten ademen;
- de botten van hun vinnen, die overeenkomen met de gelede voorpoten van landzoogdieren; en
- de verticale beweging van hun wervelkolom, hetgeen meer karakteristiek is voor een rennend dier dan de horizontale beweging bij een vis.

De vraag hoe landdieren zijn geëvolueerd tot in de oceaan levende reuzen is lange tijd een mysterie geweest doordat schakels in het fossielenbestand lang ontbraken. Enkele ontdekkingen van fossiele resten in Pakistan hebben echter bijgedragen tot de oplossing van dit mysterie en het is nu mogelijk om de overgang van walvissen van land naar zee te verklaren.

## Vroegste voorouders
De traditionele hypothese over walvisevolutie was dat walvissen verwant waren met mesonychiden, een uitgestorven groep vleesetende hoefdieren die nogal op wolven met hoeven leken en de zustergroep tot evenhoevigen vormden. Deze dieren bezaten ongewone driehoekige tanden die overeenkwamen met die van vroege walvissen. Om die reden hadden wetenschappers lange tijd aangenomen dat walvissen van een soort mesonychide afstamden. Verschillende moleculaire en morfologische studies hebben aangetoond dat walvissen afstammen van een soort evenhoevige, waarschijnlijk nauw verwant met varkens en nijlpaarden.
De ontdekking van Pakicetus, de vroegst bekende protowalvis, en Indohyus, heeft bevestigd dat walvissen inderdaad niet direct afstammen van mesonychiden.
In plaats daarvan moeten ze beschouwd worden als een vorm van evenhoevigen die het water innamen, nadat de evenhoevigen van de mesonychiden afsplitsten.
Met andere woorden: de eerste walvissen waren een soort evenhoevige, die aspecten van hun mesonychide afstamming hadden behouden (zoals de driehoekige tanden), die moderne evenhoevigen sindsdien hadden verloren.
De interessante implicatie hiervan is, dat de vroegste voorouders van de hoefdieren (traditioneel gegroepeerd in de Condylarthra) waarschijnlijk gedeeltelijk vleeseters of alleseters waren (omnivoor).
De evenhoevigen en onevenhoevigen van huidige tijden zijn sindsdien grotendeels overgegaan op een volledig plantaardig dieet in hun evolutie.
Walvissen hebben daarentegen hun vleesetende dieet behouden, evenals mesonychiden, die op het land echter werden verdrongen door de roofdieren.

## Nauwste evenhoevige verwanten

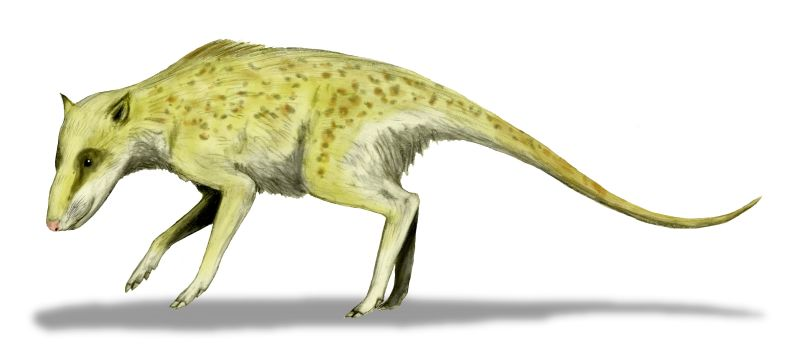
Reconstructie van Indohyus

Een andere vondst vormt een verdere invulling van de overgang van evenhoevige naar walvis: het kleine hertachtige wezen Indohyus, dat ongeveer 48 miljoen jaar geleden leefde in Kasjmir en ongeveer zo groot was als een wasbeer of huiskat.
Dit kleine plantenetende wezen deelt een aantal van de kenmerken van walvissen (zie hieronder) en laat bovendien kenmerken zien van aanpassingen aan een leven in het water, waaronder verzwaring van de botten zoals in moderne nijlpaarden
om als ballast te fungeren.
Dit kan duiden op een gelijksoortige overlevingstactiek als bij de dwergherten, die, wanneer bedreigd door een roofvogel, het water in kunnen vluchten en tot vier minuten lang onder het wateroppervlak kunnen blijven.
Aangezien Indhohyus van iets recentere datum is dan de vroegste bekende walvissen (waaronder Pakicetus), is het dus niet de directe voorouder van de walvissen.
Het geeft echter wel een bewijs voor, en een beeld van, de evenhoevige gemeenschappelijk voorouder van walvissen en de familie waartoe Indohyus behoort.

## Pakicetiden: de vroegste walvissen

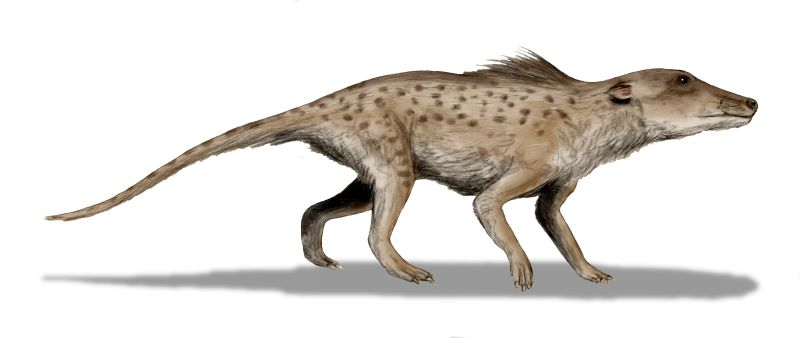
Reconstructie van Pakicetus

De pakicetiden zijn gehoefde zoogdieren die worden geclassificeerd als de vroegste walvissen
Ze leefden gedurende het Vroeg-Eoceen, ongeveer 53 miljoen jaar geleden en zagen eruit als honden met gehoefde voeten en lange dikke staarten.
De kenmerken die zij alleen met walvissen delen liggen met name in de unieke structuur van de oorbeenderen, waarbij één bepaald bot (het ecotympanicum) zich om het binnenoor wikkelt.
Dit kenmerk wordt alleen gevonden in walvissen en is dus diagnostisch voor deze groep.
Op basis hiervan werd oorspronkelijk aangenomen dat de oren van Pakicetus reeds waren aangepast voor het horen onder water.
Later onderzoek wees uit, zoals men ook zou verwachten op basis van de rest van de lichaamsbouw van dit wezen, dat de oren van Pakicetus gespecialiseerd waren voor het horen boven water, en dat het horen onder water dus een latere aanpassing moet zijn.
Volgens Thewissen lijken de tanden van Pakicetus bovendien ook meer op die van vroege walvissen.
Dit is nog een voorbeeld van een kenmerk dat het landdier Pakicetus met latere walvissen verbindt.

## Ambulocetiden en remingtonocetiden

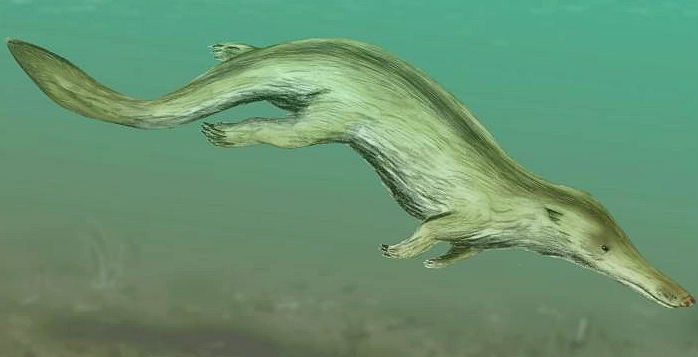
Reconstructie van Kutchicetus

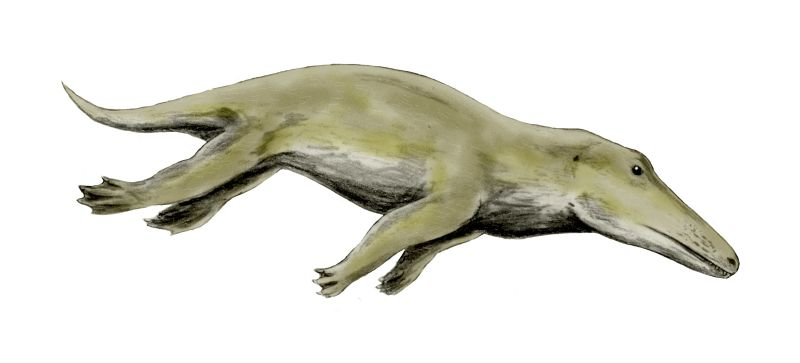
Reconstructie van Ambulocetus natans

De verdere opmerkelijke ontdekking in Pakistan is Ambulocetus, dat beschreven kan worden als een drie meter lang krokodilachtig zoogdier.
Ambulocetus had duidelijk een amfibische leefwijze, zowel op het land als in het water, aangezien zijn achterpoten beter waren aangepast voor zwemmen dan het lopen op vasteland.
Uit de bouw van het skelet kan worden afgeleid dat het waarschijnlijk zwom door verticale golfbewegingen van de ruggengraat, zoals moderne otters en zeehonden.
Dit houdt ook duidelijk verband met de verticale zwembeweging van moderne walvissen.
Sommige wetenschappers stellen zich de mogelijkheid voor, dat Ambulocetiden jaagden als krokodillen, door in ondiep water te sluipen naar prooidieren aan de waterkant.
Verwant met Ambulocetus, en in ongeveer dezelfde evolutionaire overgangsfase, waren de remingtonocetiden, waarvan verschillende soorten zijn gevonden in het huidige India en Pakistan.
Remingtonocetiden waren kleiner, hadden langere, smallere snuiten dan Ambulocetus, en waren bovendien iets meer aangepast aan het leven in het water.
Vanwege deze kenmerken denkt men dat hun dieet meer was toegespitst op vis in ondiep water.
Bij beide groepen bevonden de neusgaten zich aan het einde van de snuit, zoals bij landzoogdieren.

## Protocetiden

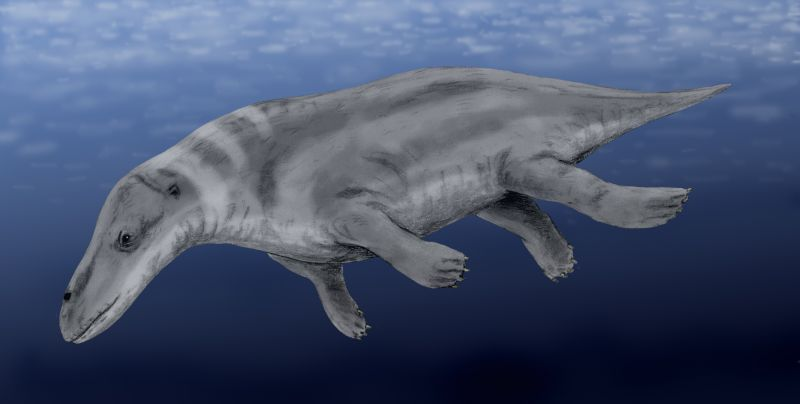
Reconstructie van Rodhocetus

De protocetiden vormen een diverse en wijdverspreide groep bekend van Azië, Europa, Afrika en Noord-Amerika.
Deze wijde verspreiding vanuit de oorspronkelijke bakermat van de walvissen in wat nu zuidelijk Azië is, duidt erop dat de protocetiden in een overgangsfase waren gekomen waarbij ze op volle zee konden zwemmen.
Er zijn vele geslachten bekend, waarvan sommige goed bekend, bijvoorbeeld Rodhocetus.
Aan de meeste compleet gevonden protocetiden kunnen we zien, dat ze relatief grote voor- en achterpoten hadden, die het lichaam op land konden dragen.
Daarom ligt het voor de hand om aan te nemen dat ze amfibisch leefden.
Het is niet duidelijk of ze staartvinnen hadden zoals moderne walvissen.
Wat wel duidelijk is, is dat protocetiden zich nog verder aan het water hadden aangepast dan bijvoorbeeld Ambolucetus.
Zo was het bekken bijvoorbeeld losgekoppeld van de ruggengraat, die bij landzoogdieren verbonden zijn via het heiligbeen, en de achterpoten waren nog verder gereduceerd.
De neusgaten bevonden zich nu halverwege de snuit; een eerste stap naar de conditie bij moderne walvissen: pal boven op de kop.
Verwantschap met de vroegste walvissen en mede de oorsprong van de walvissen onder de hoefdieren, wordt nogmaals onderstreept door het feit dat, bijvoorbeeld, Rodhocetus nog steeds kleine hoefjes op zijn tenen bezat.

## Basilosauriden en dorudontiden: volledig in de zee levende walvissen

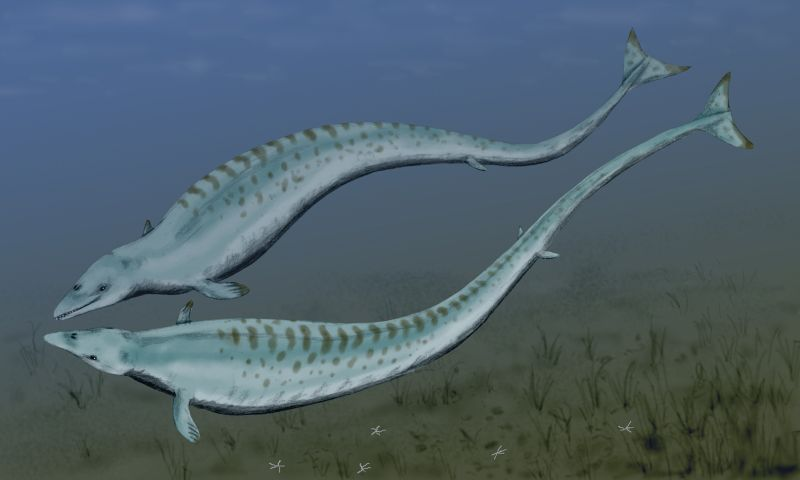
Reconstructie van Basilosaurus

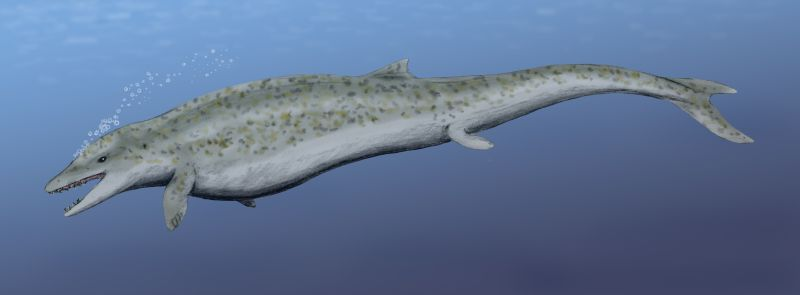
Reconstructie van Dorudon

Basilosaurus (ontdekt rond 1830 en oorspronkelijk aangezien voor een reptiel, vandaar de naam) en Dorudon leefden ongeveer 38 miljoen jaar geleden, en waren duidelijk herkenbare walvissen die volledig in de oceaan geleefd moeten hebben.
Basilosaurus was een enorm wezen dat tot 18 m lang kon worden; dorudontiden konden ongeveer 5 meter lang zijn.
Beide groepen bezaten nog kleine achterpoten en rudimentaire bekkens, maar deze konden hun gewicht niet meer dragen, waardoor ze dus hun hele leven in het water moeten hebben doorgebracht.
Bovendien was het heiligbeen - een fusie van vijf ruggenwervels dat bij landzoogdieren het bekken met de ruggengraat verbindt - verdwenen.
Alhoewel ze oppervlakkig erg op moderne walvissen leken hadden zij nog steeds een groot aantal primitieve kenmerken.
In de eerste plaats leek hun schedel nog erg op die van de oudere protocetiden, met neusgaten halverwege de snuit en typische zoogdiertanden, die nog duidelijk ingedeeld waren in voortanden en kiezen.
Ook hadden ze duidelijk niet de aanpassingen die bij moderne tandwalvissen effectieve echolocatie mogelijk maken.
Hun hersenen waren ook klein in vergelijking met moderne walvissen.

## Tandwalvissen
Tandwalvissen ontwikkelden zich eerst in het Laat-Eoceen, of in het Vroeg-Oligoceen en werden gediversifieerd in het laat Oligoceen, en lijken daarna te zijn uitgestorven nog voordat het Mioceen begon. Momenteel worden de tandwalvissen in vier families onderverdeeld:
- Llanocetidae
- Mammalodontidae
- Janjucetidae
- Aetiocetidae

## Evolutie van het geraamte
Huidige walvissen bezitten nog rudimentaire achterpoten en bekkens die verborgen zijn onder de buik.
Ze dienen als aanhechtingspunt voor de spieren van de geslachtsorganen.
In zeldzame gevallen worden er walvisachtigen geboren met kleine achterpootvinnen (bekend als atavismen).
Hoewel vroege walvissen zoals Pakicetus de neusopeningen aan het uiteinde van de snuit had zitten, begonnen de neusopeningen bij latere soorten naar boven op de kop te verhuizen, wat bekendstaat als nasale drift. De neusgaten van moderne walvissen zijn gemodificeerd tot spuitgaten die het voor hen mogelijk maken door het wateroppervlak te breken, adem te halen, en met gemak weer onder te duiken.
De oren begonnen tijdens de evolutie ook naar binnen te verhuizen, en, zoals reeds bij Basilosaurus, raakten ze verbonden met de onderkaken, die vibraties kon doorgeven.
Moderne tandwalvissen gebruiken een speciaal orgaan, de meloen, om klikgeluiden doorheen te sturen die door de onderkaken weer worden opgevangen en doorgegeven aan de oren.